# Podunajské Biskupice (stacja kolejowa)
Podunajské Biskupice – stacja kolejowa w Bratysławie, na Słowacji. Znajduje się w dzielnicy Podunajské Biskupice, zwanej dawniej Biskupice pri Dunaji. Znalazła się w granicach administracyjnych Bratysławy w 1971 roku, kiedy ostatni poszerzono obszar miasta. Podobnie jak inne stacje i przystanki kolejowe włączone w tym czasie, stacja nie zmieniał swojej dotychczasowej nazwy.
Od stacji odchodzi bocznica kolejowa do rafinerii Slovnaft (grupa MOL).

## Linie kolejowe
- 131 Bratislava – Komárno